# 自転車月間
自転車月間（じてんしゃげっかん）は、1981年（昭和56年）5月に日本で「自転車の安全利用の促進及び自転車駐車場の整備に関する法律」（自転車法）が施行されたことを記念して設定された月間である。各種公益法人等の関係団体で構成する「自転車月間推進協議会」が中心となって実施している運動である。

## 概要
期間は毎年5月1日から5月31日までの1カ月間。自転車の安全運転、対歩行者事故の防止等を目的として、自転車利用者の交通ルール遵守及び交通マナーの向上を図ることを目的としている。また、自転車月間推進協議会は、期間中の祝日である5月5日を自転車の日と定めている。自転車活用推進法（平成28年法律第113号）第14条で自転車の日及び自転車月間が法定のものとなった。

## 実施内容
以下の項目を重点的に推進するための活動を行う。
1. 各種の機会・広報媒体を通じた広報啓発活動の強化
2. 交通安全教育の促進
3. 街頭における指導や取締りの強化

啓発の一つとしてロードレース「ツアー・オブ・ジャパン」が開催される。

## 後援機関・団体
この運動は、以下の機関・団体の後援等を受けて実施している。
| - 内閣府 - 総務省 - 経済産業省 - 環境省 | - 警察庁 - 文部科学省 - 国土交通省 - 東京都 |

## 自転車月間推進協議会
自転車月間推進協議会は、以下の団体で構成されている。
| - 省エネルギーセンター - 日本ユースリーダー協会 - 健康・体力づくり事業財団 - あしたの日本を創る協会 - 全日本交通安全協会 - 日本交通安全教育普及協会 - 日本自然保護協会 - 日本スポーツ協会日本スポーツ少年団 - 日本PTA全国協議会 - 日本ユースホステル協会 - 日本レクリエーション協会 - ボーイスカウト日本連盟 - ガールスカウト日本連盟 - 自転車産業振興協会 - 日本自転車普及協会 | - 日本サイクリング協会 - 日本自転車競技連盟 - 日本サイクルスポーツセンター - 自転車センター - 自転車協会 - 日本自転車軽自動車商協同組合連合会 - 日本車両検査協会 - 日本交通管理技術協会 - 自転車駐車場整備センター - 日本観光振興協会 - 日本レンタサイクル協議会 - バイコロジーをすすめる会連絡協議会 - 日本障がい者スポーツ協会 - 全日本実業団自転車競技連盟 |